# Môle-Saint-Nicolas
Môle-Saint-Nicolas (en criollo haitiano Mòl Sen Nikola) es una comuna de Haití que está situada en el distrito de Môle-Saint-Nicolas, del departamento de Noroeste.

## Historia
Importante fortaleza francesa de Saint-Domingue desde 1764, fue tomada definitivamente por los revolucionarios haitianos el 4 de diciembre de 1803.

### Intento estadounidense de establecer una base naval
Debido a su posición estratégica en el estrecho entre Cuba y Haití, parte de la ruta hacia Nicaragua (ruta usada para pasar productos de un extremo a otro de estados unidos. Usaban tren. Nicaragua sería desplazado por Panamá luego de la construcción del canal de Panamá), los estados unidos se interesaron en establecer una base naval que les sirva para controlar la zona y como puesto de carga carbonera.
En un primer momento, usaron la vía diplomática. Durante el verano de 1889, el presidente Benjamin Harrison nombró a Frederick Douglass ministro en Haití. Las instrucciones a Douglass incluían fomentar la adquisición de Môle-Saint-Nicolas para su uso como estación de carga carbonera para la flota estadounidense. Douglass le planteaba al gobierno del presidente de Haití, Florvil Hyppolite, argumentos que enfatizaban los beneficios mutuos para el comercio y la legitimación de la soberanía haitiana ante el público y la administración estadounidenses.
La estrategia no funcionó, por lo que optaron la vía militar. Enviaron al almirante Bancroft Gheradi a "ayudar" en las negociaciones. Para esto, ancló un acorazado estadounidense en Puerto Príncipe, mientras que varios buques de guerra anclaron en otros puertos haitianos. El gobierno de Haití, dirigido por el presidente Florvil Hyppolite, consideró esto una provocación. Negó cualquier control de algún puerto haitiano a Estados Unidos de forma tan tajante que los Estados Unidos se retiraron.
La necesidad de los estados unidos de controlar la zona y establecer un puesto de carga carbonera en la zona sería uno de tantos motivos que iniciarían la Guerra hispano-estadounidense para conseguir, entre otros beneficios, el arrendamiento del área que actualmente es la Base Naval de la Bahía de Guantánamo.

## Secciones
Está formado por las secciones de:
- Côtes de Fer (que abarca la villa de Môle-Saint-Nicolas)
- Mare-Rouge
- Damé

## Demografía
| Gráfica de evolución demográfica de Môle-Saint-Nicolas entre 2009 y 2015 |
|                                                                          |

Los datos demográficos contemplados en este gráfico de la comuna de Môle-Saint-Nicolas son estimaciones que se han cogido de 2009 a 2015 de la página del Instituto Haitiano de Estadística e Informática (IHSI). 